# Dispira implicata
Dispira implicata är en svampart som beskrevs av P.C. Misra & Lata 1979. Dispira implicata ingår i släktet Dispira och familjen Dimargaritaceae.   Inga underarter finns listade i Catalogue of Life.